# 凯茜·卡尔
凯茜·卡尔（英語：Cathy Carr，1954年5月27日—），美国女子游泳运动员。她曾代表美国参加1972年夏季奥林匹克运动会游泳比赛，获得女子100米蛙泳和女子4×100米混合泳接力金牌。